# Alois Kořínek
Alois Kořínek (16. dubna 1914, Kostelany – 15. července 1969, Řím, Itálie) byl český kněz, jezuita, přeživší nacistického vězení, exulant, doktor filozofie a profesor na Gregorianě v Římě.

## Životopis
Pocházel z chudé domkářské rodiny. Od roku 1926 studoval na Papežském ústavu na Velehradě, kde všechny třídy gymnázia ukončil s vyznamenáním. 14. srpna 1932 vstoupil do jezuitského řádu. Po dvouletém noviciátě odešel studovat na arcibiskupské gymnázium v Praze-Bubenči, které zakončil v roce 1936 maturitou. V Nijmegenu započal studia filozofie. Roku 1939 se vrátil už do Protektorátu Čechy a Morava. Dva roky působil jako prefekt na Velehradě a učitel zpěvu na gymnáziu. Poté odešel do Prahy, kde mělo roku 1944 dojít k přijetí kněžství. 24. června ale vtrhlo do strahovského kláštera gestapo a zatklo Kořínka se třemi dalšími členy řádu. Vězněn byl v Terezíně a v káznici Bernau, kde se dočkal osvobození a 29. června 1945 byl u Sv. Ignáce v Praze vysvěcen.
Poslední rok teologie absolvoval v Heythrop College v Anglii a třetí probaci v Paray-le-Monial ve Francii. Doktorátem zakončil studium na Gregorianě.
Domů už se kvůli politické situaci z Říma nevrátil a od roku 1953 vyučoval na Greogiraně theodiceu a vykládal Aristotelovy texty, později ale učil převážně jen kosmologii. Působil i v české sekci Vatikánského rozhlasu.
Zemřel nečekaně na zákeřnou nemoc a je pochován na hřbitově Campo Verano v Římě.

### Dílo
- Komentáře k Aristotelovým spisům (1956)
- Kosmologie (1960)
- De essentia et attributis dei (1965)
- Problema creationis et providentiae (1966)